# New York Film Critics Circle

Логотип

The New York Film Critics Circle (NYFCC, рус. Сообщество кинокритиков Нью-Йорка) — профессиональное объединение журналистов из периодических изданий Нью-Йорка, пишущих о кинематографе. Образовано в 1935 году. Количество членов в разные годы колебалось от 11 до 31 человека. Всего за время существования (на конец 2014 года) в его работе участвовали 130 кинообозревателей, среди которых Полин Кейл, Босли Краузер, Эндрю Саррис, Джей Кокс, Майкл Аткинсон, Ричард Корлисс, Джудит Крист, Рената Адлер, Фрэнк Рич и другие. В 1966 году между членами сообщества произошёл раскол, и из него выделилось ещё одно независимое профессиональное объединение — Национальное общество кинокритиков (англ. National Society of Film Critics, не следует путать с Национальным советом кинокритиков, англ. National Board of Review of Motion Pictures).

## Ежегодные премии NYFCC (The New York Film Critics Circle Awards)
Ежегодно в декабре NYFCC простым голосованием выбирает лучшие фильмы и деятелей киноиндустрии за истекающий календарный год. Эти награды считаются важными показателями и ориентирами, сигнализирующими о предпочтениях в профессиональной среде перед вручением кинопремии Оскар: за время вручения этих двух призов их выбор в категории «Лучший фильм» совпал в 43 % случаев. Однако, участники NYFCC особо отмечают, что часто именно они признают лучшей картиной ту работу, которая по истечении времени своею художественной значимостью значительно превышает выбор Академии того же года. Так, в 1941 году журналистами лучшим был признан фильм «Гражданин Кейн» (выбор академиков — «Как зелена была моя долина»), в 1972 — «Заводной апельсин» («Французский связной»), в 1973 году — «Американская ночь» («Афера»), в 1990 году — «Славные парни» («Танцы с волками»).
Выбор Сообщества объявляется в последние дни уходящего года (несколько последних лет — в начале декабря). Церемония награждения происходила в январе следующего года в одном из ресторанов или клубов Нью-Йорка, на которой присутствует ограниченное количество приглашённых гостей. Иногда место проведения мероприятия не оглашается публично (например, в 1955 или в 2003 годах). Действующие номинации: Лучший фильм, Лучший фильм на иностранном языке, Лучший режиссёр, Лучший оператор, Лучший сценарий, Лучший актёр, Лучшая актриса, Лучший анимационный фильм, Лучший неигровой фильм, Лучший актёр второго плана, Лучшая актриса второго плана.

### 1930-е годы
| Дата церемонии     | Категория               | Победитель                                                     |
| ------------------ | ----------------------- | -------------------------------------------------------------- |
| 2 января 1936 год  | Лучшая картина          | «Осведомитель»                                                 |
| 2 января 1936 год  | Лучший режиссёр         | Джон Форд (за фильм «Осведомитель»)                            |
| 2 января 1936 год  | Лучший актёр            | Чарльз Лоутон (за фильм «Мятеж на „Баунти“»)                   |
| 2 января 1936 год  | Лучшая актриса          | Грета Гарбо (за фильм «Анна Каренина»)                         |
| 24 января 1937 год | Лучшая картина          | «Мистер Дидс переезжает в город»                               |
| 24 января 1937 год | Лучший режиссёр         | Рубен Мамулян (за фильм «Отчаянный парень»)                    |
| 24 января 1937 год | Лучший актёр            | Уолтер Хьюстон (за фильм «Додсворт»)                           |
| 24 января 1937 год | Лучшая актриса          | Луиза Райнер (за фильм «Великий Зигфелд»)                      |
| 24 января 1937 год | Лучший зарубежный фильм | «Героическая кермесса» ( Франция)                              |
| 9 января 1938 год  | Лучшая картина          | «Жизнь Эмиля Золя»                                             |
| 9 января 1938 год  | Лучший режиссёр         | Грегори Ла Кава (за фильм «Дверь на сцену»)                    |
| 9 января 1938 год  | Лучший актёр            | Пол Муни (за фильм «Жизнь Эмиля Золя»)                         |
| 9 января 1938 год  | Лучшая актриса          | Грета Гарбо (за фильм «Дама с камелиями»)                      |
| 9 января 1938 год  | Лучший зарубежный фильм | «Майерлинг» ( Франция) второе место: «Депутат Балтики» ( СССР) |
| 3 января 1939 год  | Лучшая картина          | «Цитадель»                                                     |
| 3 января 1939 год  | Лучший режиссёр         | Альфред Хичкок (за фильм «Леди исчезает»)                      |
| 3 января 1939 год  | Лучший актёр            | Джеймс Кэгни (за фильм «Ангелы с грязными лицами»)             |
| 3 января 1939 год  | Лучшая актриса          | Маргарет Саллаван (за фильм «Три товарища»)                    |
| 3 января 1939 год  | Лучший зарубежный фильм | «Великая иллюзия» ( Франция)                                   |
| 3 января 1939 год  | Специальная премия      | Уолт Дисней (за фильм «Белоснежка и семь гномов»)              |
| 7 января 1940 год  | Лучшая картина          | «Грозовой перевал»                                             |
| 7 января 1940 год  | Лучший режиссёр         | Джон Форд (за фильм «Дилижанс»)                                |
| 7 января 1940 год  | Лучший актёр            | Джеймс Стюарт (за фильм «Мистер Смит едет в Вашингтон»)        |
| 7 января 1940 год  | Лучшая актриса          | Вивьен Ли (за фильм «Унесённые ветром»)                        |
| 7 января 1940 год  | Лучший зарубежный фильм | «Возрождение» ( Франция)                                       |

### 1940-е годы
| Дата церемонии     | Категория                           | Победитель                                                          |
| ------------------ | ----------------------------------- | ------------------------------------------------------------------- |
| 5 января 1941 год  | Лучшая картина                      | «Гроздья гнева»                                                     |
| 5 января 1941 год  | Лучший режиссёр                     | Джон Форд (за фильмы «Гроздья гнева» и «Долгий путь домой»)         |
| 5 января 1941 год  | Лучший актёр                        | Чарли Чаплин (за фильм «Великий диктатор»)                          |
| 5 января 1941 год  | Лучшая актриса                      | Кэтрин Хепбёрн (за фильм «Филадельфийская история»)                 |
| 5 января 1941 год  | Лучший зарубежный фильм             | «Жена пекаря» ( Франция)                                            |
| 5 января 1941 год  | Специальная премия                  | Уолт Дисней и Леопольд Стоковский (за фильм «Фантазия»)             |
| 10 января 1942 год | Лучшая картина                      | «Гражданин Кейн»                                                    |
| 10 января 1942 год | Лучший режиссёр                     | Джон Форд (за фильм «Как зелена была моя долина»)                   |
| 10 января 1942 год | Лучший актёр                        | Гэри Купер (за фильм «Сержант Йорк»)                                |
| 10 января 1942 год | Лучшая актриса                      | Джоан Фонтейн (за фильм «Подозрение»)                               |
| 3 января 1943 год  | Лучшая картина                      | «В котором мы служим»                                               |
| 3 января 1943 год  | Лучший режиссёр                     | Джон Вилльерс Фэрроу (за фильм «Остров Уэйк»)                       |
| 3 января 1943 год  | Лучший актёр                        | Джеймс Кэгни (за фильм «Янки Дудл Денди»)                           |
| 3 января 1943 год  | Лучшая актриса                      | Агнес Мурхед (за фильм «Великолепные Эмберсоны»)                    |
| 3 января 1943 год  | Лучший документальный фильм о войне | «Разгром немецких войск под Москвой» ( СССР)                        |
| неизвестно         | Лучшая картина                      | «Дозор на Рейне»                                                    |
| неизвестно         | Лучший режиссёр                     | Джордж Стивенс (за фильм «Чем больше, тем веселее»)                 |
| неизвестно         | Лучший актёр                        | Пол Лукас (за фильм «Дозор на Рейне»)                               |
| неизвестно         | Лучшая актриса                      | Айда Лупино (за фильм «Трудный путь»)                               |
| неизвестно         | Специальные премии                  | «Сообщение с Алеут» и «За что мы сражаемся»                         |
| неизвестно         | Лучшая картина                      | «Идти своим путём»                                                  |
| неизвестно         | Лучший режиссёр                     | Лео Маккэри (за фильм «Идти своим путём»)                           |
| неизвестно         | Лучший актёр                        | Барри Фицджеральд (за фильм «Идти своим путём»)                     |
| неизвестно         | Лучшая актриса                      | Таллула Бэнкхед (за фильм «Спасательная шлюпка»)                    |
| 20 января 1946 год | Лучшая картина                      | «Потерянный уикэнд»                                                 |
| 20 января 1946 год | Лучший режиссёр                     | Билли Уайлдер (за фильм «Потерянный уикэнд»)                        |
| 20 января 1946 год | Лучший актёр                        | Рэй Милланд (за фильм «Потерянный уикэнд»)                          |
| 20 января 1946 год | Лучшая актриса                      | Ингрид Бергман (за фильм «Заворожённый»)                            |
| 20 января 1946 год | Специальные премии                  | «Сражающаяся леди» и «Истинная слава»                               |
| 9 января 1947 год  | Лучшая картина                      | «Лучшие годы нашей жизни»                                           |
| 9 января 1947 год  | Лучший режиссёр                     | Уильям Уайлер (за фильм «Лучшие годы нашей жизни»)                  |
| 9 января 1947 год  | Лучший актёр                        | Лоренс Оливье (за фильм «Генрих V»)                                 |
| 9 января 1947 год  | Лучшая актриса                      | Селия Джонсон (за фильм «Короткая встреча»)                         |
| 9 января 1947 год  | Лучший фильм на иностранном языке   | «Рим, открытый город» Италия                                        |
| 19 января 1948 год | Лучшая картина                      | «Джентльменское соглашение»                                         |
| 19 января 1948 год | Лучший режиссёр                     | Элиа Казан (за фильм «Джентльменское соглашение»)                   |
| 19 января 1948 год | Лучший актёр                        | Уильям Пауэлл (за фильмы «Жизнь с отцом» и «Сенатор был несдержан») |
| 19 января 1948 год | Лучшая актриса                      | Дебора Керр (за фильмы «Чёрный нарцисс» и «Я вижу незнакомца»)      |
| 19 января 1948 год | Лучший фильм на иностранном языке   | «Живите в мире» Италия                                              |
| 21 января 1949 год | Лучшая картина                      | «Сокровища Сьерра-Мадре»                                            |
| 21 января 1949 год | Лучший режиссёр                     | Джон Хьюстон (за фильм «Сокровища Сьерра-Мадре»)                    |
| 21 января 1949 год | Лучший актёр                        | Лоренс Оливье (за фильм «Гамлет»)                                   |
| 21 января 1949 год | Лучшая актриса                      | Оливия де Хэвилленд (за фильм «Змеиная яма»)                        |
| 21 января 1949 год | Лучший фильм на иностранном языке   | «Пайза» Италия                                                      |
| 5 февраля 1950 год | Лучшая картина                      | «Вся королевская рать»                                              |
| 5 февраля 1950 год | Лучший режиссёр                     | Кэрол Рид (за фильм «Поверженный идол»)                             |
| 5 февраля 1950 год | Лучший актёр                        | Бродерик Кроуфорд (за фильм «Вся королевская рать»)                 |
| 5 февраля 1950 год | Лучшая актриса                      | Оливия де Хэвилленд (за фильмы «Наследница»)                        |
| 5 февраля 1950 год | Лучший фильм на иностранном языке   | «Похитители велосипедов» Италия                                     |

### 1950-е годы
| Дата церемонии     | Категория                         | Победитель                                                                                        |
| ------------------ | --------------------------------- | ------------------------------------------------------------------------------------------------- |
| 28 января 1951 год | Лучшая картина                    | «Всё о Еве»                                                                                       |
| 28 января 1951 год | Лучший режиссёр                   | Джозеф Манкевич (за фильм «Всё о Еве»)                                                            |
| 28 января 1951 год | Лучший актёр                      | Грегори Пек (за фильм «Вертикальный взлёт»)                                                       |
| 28 января 1951 год | Лучшая актриса                    | Бетт Дейвис (за фильмы «Всё о Еве»)                                                               |
| 28 января 1951 год | Лучший фильм на иностранном языке | «Любовь» Италия                                                                                   |
| 20 января 1952 год | Лучшая картина                    | «Трамвай „Желание“»                                                                               |
| 20 января 1952 год | Лучший режиссёр                   | Элиа Казан (за фильм «Трамвай „Желание“»)                                                         |
| 20 января 1952 год | Лучший актёр                      | Артур Кеннеди (за фильм «Блестящая победа»)                                                       |
| 20 января 1952 год | Лучшая актриса                    | Вивьен Ли (за фильм «Трамвай „Желание“»)                                                          |
| 20 января 1952 год | Лучший фильм на иностранном языке | «Чудо в Милане» Италия                                                                            |
| 17 января 1953 год | Лучшая картина                    | «Ровно в полдень»                                                                                 |
| 17 января 1953 год | Лучший режиссёр                   | Фред Циннеман (за фильм «Ровно в полдень»)                                                        |
| 17 января 1953 год | Лучший актёр                      | Ральф Ричардсон (за фильм «Звуковой барьер»)                                                      |
| 17 января 1953 год | Лучшая актриса                    | Ширли Бут (за фильм «Вернись, малышка Шеба»)                                                      |
| 17 января 1953 год | Лучший фильм на иностранном языке | «Запрещённые игры» Франция                                                                        |
| 23 января 1954 год | Лучшая картина                    | «Отныне и во веки веков»                                                                          |
| 23 января 1954 год | Лучший режиссёр                   | Фред Циннеман (за фильм «Отныне и во веки веков»)                                                 |
| 23 января 1954 год | Лучший актёр                      | Берт Ланкастер (за фильм «Отныне и во веки веков»)                                                |
| 23 января 1954 год | Лучшая актриса                    | Одри Хепбёрн (за фильм «Римские каникулы»)                                                        |
| 23 января 1954 год | Лучший фильм на иностранном языке | «Правосудие свершилось» Франция                                                                   |
| неизвестно         | Лучшая картина                    | «В порту»                                                                                         |
| неизвестно         | Лучший режиссёр                   | Элиа Казан (за фильм «В порту»)                                                                   |
| неизвестно         | Лучший актёр                      | Марлон Брандо (за фильм «В порту»)                                                                |
| неизвестно         | Лучшая актриса                    | Грейс Келли (за фильмы «Деревенская девушка», «Окно во двор» и «В случае убийства набирайте „М“») |
| неизвестно         | Лучший фильм на иностранном языке | «Врата ада» Япония                                                                                |
| 21 января 1956 год | Лучшая картина                    | «Марти»                                                                                           |
| 21 января 1956 год | Лучший режиссёр                   | Дэвид Лин (за фильм «Лето»)                                                                       |
| 21 января 1956 год | Лучший актёр                      | Эрнест Боргнайн (за фильм «Марти»)                                                                |
| 21 января 1956 год | Лучшая актриса                    | Анна Маньяни (за фильм «Татуированная роза»)                                                      |
| 21 января 1956 год | Лучший фильм на иностранном языке | «Дьяволицы» Франция и «Умберто Д.» Италия                                                         |
| 19 января 1957 год | Лучшая картина                    | «Вокруг света за 80 дней»                                                                         |
| 19 января 1957 год | Лучший режиссёр                   | Джон Хьюстон (за фильм «Моби Дик»)                                                                |
| 19 января 1957 год | Лучший актёр                      | Кирк Дуглас (за фильм «Жажда жизни»)                                                              |
| 19 января 1957 год | Лучшая актриса                    | Ингрид Бергман (за фильм «Анастасия»)                                                             |
| 19 января 1957 год | Лучший сценарий                   | С.Дж. Перелман (за фильм «Вокруг света за 80 дней»)                                               |
| 19 января 1957 год | Лучший фильм на иностранном языке | «Дорога» Италия                                                                                   |
| неизвестно         | Лучшая картина                    | «Мост через реку Квай»                                                                            |
| неизвестно         | Лучший режиссёр                   | Дэвид Лин (за фильм «Мост через реку Квай»)                                                       |
| неизвестно         | Лучший актёр                      | Алек Гиннесс (за фильм «Мост через реку Квай»)                                                    |
| неизвестно         | Лучшая актриса                    | Дебора Керр (за фильм «Бог знает, мистер Аллисон»)                                                |
| неизвестно         | Лучший фильм на иностранном языке | «Жервеза» Франция                                                                                 |
| 24 января 1959 год | Лучшая картина                    | «Не склонившие головы»                                                                            |
| 24 января 1959 год | Лучший режиссёр                   | Стэнли Крамер (за фильм «Не склонившие головы»)                                                   |
| 24 января 1959 год | Лучший актёр                      | Дэвид Нивен (за фильм «За отдельными столиками»)                                                  |
| 24 января 1959 год | Лучшая актриса                    | Сьюзен Хэйворд (за фильм «Я хочу жить!»)                                                          |
| 24 января 1959 год | Лучший сценарий                   | Недрик Янг и Гарольд Якоб Смит (за фильм «Не склонившие головы»)                                  |
| 24 января 1959 год | Лучший фильм на иностранном языке | «Мой дядюшка» Франция, Италия                                                                     |
| 23 января 1960 год | Лучшая картина                    | «Бен-Гур»                                                                                         |
| 23 января 1960 год | Лучший режиссёр                   | Фред Циннеман (за фильм «История монахини»)                                                       |
| 23 января 1960 год | Лучший актёр                      | Джеймс Стюарт (за фильм «Анатомия убийства»)                                                      |
| 23 января 1960 год | Лучшая актриса                    | Одри Хепбёрн (за фильм «История монахини»)                                                        |
| 23 января 1960 год | Лучший сценарий                   | Уэнделл Мэйс (за фильм «Анатомия убийства»)                                                       |
| 23 января 1960 год | Лучший фильм на иностранном языке | «Четыреста ударов» Франция                                                                        |

### 1960-е годы
| Дата церемонии     | Категория                         | Победитель                                                                                           |
| ------------------ | --------------------------------- | --- |
| 23 января 1961 год | Лучшая картина                    | «Квартира» и «Сыновья и любовники»                                                                   |
| 23 января 1961 год | Лучший режиссёр                   | Джек Кардифф (за фильм «Сыновья и любовники») и Билли Уайлдер (за фильм «Квартира»)                  |
| 23 января 1961 год | Лучший актёр                      | Берт Ланкастер (за фильм «Элмер Гантри»)                                                             |
| 23 января 1961 год | Лучшая актриса                    | Дебора Керр (за фильм «Бродяги»)                                                                     |
| 23 января 1961 год | Лучший сценарий                   | Билли Уайлдер и И. А. Л. Даймонд (за фильм «Квартира»)                                               |
| 23 января 1961 год | Лучший фильм на иностранном языке | «Хиросима, любовь моя» Франция, Япония                                                               |
| 20 января 1962 год | Лучшая картина                    | «Вестсайдская история»                                                                               |
| 20 января 1962 год | Лучший режиссёр                   | Роберт Россен (за фильм «Мошенник»)                                                                  |
| 20 января 1962 год | Лучший актёр                      | Максимилиан Шелл (за фильм «Нюрнбергский процесс»)                                                   |
| 20 января 1962 год | Лучшая актриса                    | Софи Лорен (за фильм «Чочара»)                                                                       |
| 20 января 1962 год | Лучший сценарий                   | Эбби Мэн (за фильм «Нюрнбергский процесс»)                                                           |
| 20 января 1962 год | Лучший фильм на иностранном языке | «Сладкая жизнь» Италия, Франция                                                                      |
| 1963 год           |                                   | Присуждение премий за 1962 год отменено из-за национальной забастовки журналистов                    |
| 18 января 1964 год | Лучшая картина                    | «Том Джонс»                                                                                          |
| 18 января 1964 год | Лучший режиссёр                   | Тони Ричардсон (за фильм «Том Джонс»)                                                                |
| 18 января 1964 год | Лучший актёр                      | Альберт Финни (за фильм «Том Джонс»)                                                                 |
| 18 января 1964 год | Лучшая актриса                    | Патриция Нил (за фильм «Хад»)                                                                        |
| 18 января 1964 год | Лучший сценарий                   | Ирвинг Рэвеч и Харриет Фрэнк (за фильм «Хад»)                                                        |
| 18 января 1964 год | Лучший фильм на иностранном языке | «Восемь с половиной» Италия                                                                          |
| 23 января 1965 год | Лучшая картина                    | «Моя прекрасная леди»                                                                                |
| 23 января 1965 год | Лучший режиссёр                   | Стэнли Кубрик (за фильм «Доктор Стрейнджлав, или Как я перестал бояться и полюбил бомбу»)            |
| 23 января 1965 год | Лучший актёр                      | Рекс Харрисон (за фильм «Моя прекрасная леди»)                                                       |
| 23 января 1965 год | Лучшая актриса                    | Ким Стэнли (за фильм «Сеанс дождливым вечером»)                                                      |
| 23 января 1965 год | Лучший сценарий                   | Гарольд Пинтер (за фильм «Слуга»)                                                                    |
| 23 января 1965 год | Лучший фильм на иностранном языке | «Человек из Рио» Франция, Италия                                                                     |
| 23 января 1965 год | Специальная премия                | «Быть живым!»                                                                                        |
| 29 января 1966 год | Лучшая картина                    | «Дорогая»                                                                                            |
| 29 января 1966 год | Лучший режиссёр                   | Джон Шлезингер (за фильм «Дорогая»)                                                                  |
| 29 января 1966 год | Лучший актёр                      | Оскар Вернер (за фильм «Корабль дураков»)                                                            |
| 29 января 1966 год | Лучшая актриса                    | Джули Кристи (за фильмы «Дорогая»)                                                                   |
| 29 января 1966 год | Лучший фильм на иностранном языке | «Джульетта и духи» Италия, Франция                                                                   |
| 29 января 1967 год | Лучшая картина                    | «Человек на все времена»                                                                             |
| 29 января 1967 год | Лучший режиссёр                   | Фред Циннеман (за фильм «Человек на все времена»)                                                    |
| 29 января 1967 год | Лучший актёр                      | Пол Скофилд (за фильм «Человек на все времена»)                                                      |
| 29 января 1967 год | Лучшая актриса                    | Линн Редгрейв (за фильм «Девушка Джорджи») и Элизабет Тейлор (за фильм «Кто боится Вирджинии Вулф?») |
| 29 января 1967 год | Лучший сценарий                   | Роберт Болт (за фильм «Человек на все времена»)                                                      |
| 29 января 1967 год | Лучший фильм на иностранном языке | «Магазин на площади» Чехословакия                                                                    |
| 28 января 1968 год | Лучшая картина                    | «Душной южной ночью»                                                                                 |
| 28 января 1968 год | Лучший режиссёр                   | Майк Николс (за фильм «Выпускник»)                                                                   |
| 28 января 1968 год | Лучший актёр                      | Род Стайгер (за фильм «Душной южной ночью»)                                                          |
| 28 января 1968 год | Лучшая актриса                    | Эдит Эванс (за фильм «Шептуны»)                                                                      |
| 28 января 1968 год | Лучший сценарий                   | Дэвид Ньюман и Роберт Бентон (за фильм «Бонни и Клайд»)                                              |
| 28 января 1968 год | Лучший фильм на иностранном языке | «Война окончена» Франция, Швеция                                                                     |
| 28 января 1968 год | Специальная премия                | Босли Краузер                                                                                        |
| 26 января 1969 год | Лучшая картина                    | «Лев зимой»                                                                                          |
| 26 января 1969 год | Лучший режиссёр                   | Пол Ньюман (за фильм «Рейчел, Рейчел»)                                                               |
| 26 января 1969 год | Лучший актёр                      | Алан Аркин (за фильм «Сердце — одинокий охотник»)                                                    |
| 26 января 1969 год | Лучшая актриса                    | Джоан Вудворд (за фильм «Рейчел, Рейчел»)                                                            |
| 26 января 1969 год | Лучший сценарий                   | Лоренцо Семпл (за фильм «Сладкий яд»)                                                                |
| 26 января 1969 год | Лучший фильм на иностранном языке | «Война и мир» СССР                                                                                   |
| 26 января 1969 год | Специальная премия                | «Жёлтая подводная лодка»                                                                             |
| 25 января 1970 год | Лучшая картина                    | «Дзета»                                                                                              |
| 25 января 1970 год | Лучший режиссёр                   | Коста-Гаврас (за фильм «Дзета»)                                                                      |
| 25 января 1970 год | Лучший актёр                      | Джон Войт (за фильм «Полуночный ковбой»)                                                             |
| 25 января 1970 год | Лучшая актриса                    | Джейн Фонда (за фильм «Загнанных лошадей пристреливают, не правда ли?»)                              |
| 25 января 1970 год | Лучший сценарий                   | Пол Мазурски и Лари Таккер (за фильм «Боб и Кэрол, Тед и Элис»)                                      |
| 25 января 1970 год | Лучший актёр второго плана        | «Джек Николсон» (за фильм «Беспечный ездок»)                                                         |
| 25 января 1970 год | Лучшая актриса второго плана      | Дайан Кэннон (за фильм «Боб и Кэрол, Тед и Элис»)                                                    |

### 1970-е годы
| Дата церемонии     | Категория                         | Победитель |
| ------------------ | --------------------------------- | --- |
| 18 января 1971 год | Лучшая картина                    | «Пять лёгких пьес» |
| 18 января 1971 год | Лучший режиссёр                   | Боб Рэфелсон (за фильм «Пять лёгких пьес») |
| 18 января 1971 год | Лучший актёр                      | Джордж К. Скотт (за фильм «Паттон») |
| 18 января 1971 год | Лучшая актриса                    | Гленда Джексон (за фильм «Влюблённые женщины»)                                                                                                |
| 18 января 1971 год | Лучший сценарий                   | Эрик Ромер (за фильм «Ночь у Мод») |
| 18 января 1971 год | Лучший актёр второго плана        | «Дэн Джордж» (за фильм «Маленький большой человек»)                                                                                           |
| 18 января 1971 год | Лучшая актриса второго плана      | Карен Блэк (за фильм «Пять лёгких пьес») |
| 23 января 1972 год | Лучшая картина                    | «Заводной апельсин» |
| 23 января 1972 год | Лучший режиссёр                   | Стэнли Кубрик (за фильм «Заводной апельсин»)                                                                                                  |
| 23 января 1972 год | Лучший актёр                      | Джин Хэкмен (за фильм «Французский связной»)                                                                                                  |
| 23 января 1972 год | Лучшая актриса                    | Джейн Фонда (за фильм «Клют») |
| 23 января 1972 год | Лучший сценарий                   | Питер Богданович и Ларри Джефф Макме́ртри (за фильм «Последний киносеанс») и Пенелопа Гиллиатт (за фильм «Воскресенье, проклятое воскресенье») |
| 23 января 1972 год | Лучший актёр второго плана        | «Бен Джонсон» (за фильм «Последний киносеанс»)                                                                                                |
| 23 января 1972 год | Лучшая актриса второго плана      | Эллен Бёрстин (за фильм «Последний киносеанс»)                                                                                                |
| 28 января 1973 год | Лучшая картина                    | «Шёпоты и крики» |
| 28 января 1973 год | Лучший режиссёр                   | Ингмар Бергман (за фильм «Шёпоты и крики») |
| 28 января 1973 год | Лучший актёр                      | Лоренс Оливье (за фильм «Игра на вылет») |
| 28 января 1973 год | Лучшая актриса                    | Лив Ульман (за фильмы «Шёпоты и крики» и «Эмигранты»)                                                                                         |
| 28 января 1973 год | Лучший сценарий                   | Ингмар Бергман (за фильм «Шёпоты и крики») |
| 28 января 1973 год | Лучший актёр второго плана        | Роберт Дюваль (за фильм «Крёстный отец») |
| 28 января 1973 год | Лучшая актриса второго плана      | Джинни Берлин (за фильм «Разбивающий сердца»)                                                                                                 |
| 28 января 1973 год | Специальная премия                | «Печаль и жалость» |
| 27 января 1974 год | Лучшая картина                    | «Американская ночь» |
| 27 января 1974 год | Лучший режиссёр                   | Франсуа Трюффо (за фильм «Американская ночь»)                                                                                                 |
| 27 января 1974 год | Лучший актёр                      | Марлон Брандо (за фильм «Последнее танго в Париже»)                                                                                           |
| 27 января 1974 год | Лучшая актриса                    | Джоан Вудворд (за фильм «Летние желания, зимние мечты»)                                                                                       |
| 27 января 1974 год | Лучший сценарий                   | Джордж Лукас, Глория Кац и Уиллард Хайк (за фильм «Американские граффити»)                                                                    |
| 27 января 1974 год | Лучший актёр второго плана        | Роберт Де Ниро (за фильм «Бей в барабан медленно»)                                                                                            |
| 27 января 1974 год | Лучшая актриса второго плана      | Валентина Кортезе (за фильм «Американская ночь»)                                                                                              |
| 26 января 1975 год | Лучшая картина                    | «Амаркорд» |
| 26 января 1975 год | Лучший режиссёр                   | Федерико Феллини (за фильм «Амаркорд») |
| 26 января 1975 год | Лучший актёр                      | Джек Николсон (за фильмы «Китайский квартал» и «Последний наряд»)                                                                             |
| 26 января 1975 год | Лучшая актриса                    | Лив Ульман (за фильм «Сцены из супружеской жизни»)                                                                                            |
| 26 января 1975 год | Лучший сценарий                   | Ингмар Бергман (за фильм «Сцены из супружеской жизни»)                                                                                        |
| 26 января 1975 год | Лучший актёр второго плана        | Шарль Буайе (за фильм «Стависки») |
| 26 января 1975 год | Лучшая актриса второго плана      | Валери Перрин (за фильм «Ленни») |
| 26 января 1975 год | Специальная премия                | Фабиано Каноза |
| 25 января 1976 год | Лучшая картина                    | «Нэшвилл» |
| 25 января 1976 год | Лучший режиссёр                   | Роберт Олтмен (за фильм «Нэшвилл») |
| 25 января 1976 год | Лучший актёр                      | Джек Николсон (за фильм «Пролетая над гнездом кукушки»)                                                                                       |
| 25 января 1976 год | Лучшая актриса                    | Изабель Аджани (за фильм «История Адели Г.»)                                                                                                  |
| 25 января 1976 год | Лучший сценарий                   | Франсуа Трюффо (за фильм «История Адели Г.»)                                                                                                  |
| 25 января 1976 год | Лучший актёр второго плана        | Алан Аркин (за фильм «Сердца запада») |
| 25 января 1976 год | Лучшая актриса второго плана      | Лили Томлин (за фильм «Нэшвилл») |
| 30 января 1977 год | Лучшая картина                    | «Вся президентская рать» |
| 30 января 1977 год | Лучший режиссёр                   | Алан Пакула (за фильм «Вся президентская рать»)                                                                                               |
| 30 января 1977 год | Лучший актёр                      | Роберт Де Ниро (за фильм «Таксист») |
| 30 января 1977 год | Лучшая актриса                    | Лив Ульман (за фильм «Лицом к лицу») |
| 30 января 1977 год | Лучший сценарий                   | Пэдди Чаефски (за фильм «Телесеть») |
| 30 января 1977 год | Лучший актёр второго плана        | Джейсон Робардс (за фильм «Вся президентская рать»)                                                                                           |
| 30 января 1977 год | Лучшая актриса второго плана      | Талия Шайр (за фильм «Рокки») |
| 29 января 1978 год | Лучшая картина                    | «Энни Холл» |
| 29 января 1978 год | Лучший режиссёр                   | Вуди Аллен (за фильм «Энни Холл») |
| 29 января 1978 год | Лучший актёр                      | Джон Гилгуд (за фильм «Провидение») |
| 29 января 1978 год | Лучшая актриса                    | Дайан Китон (за фильм «Энни Холл») |
| 29 января 1978 год | Лучший сценарий                   | Вуди Аллен (за фильм «Энни Холл») |
| 29 января 1978 год | Лучший актёр второго плана        | Максимилиан Шелл (за фильм «Джулия») |
| 29 января 1978 год | Лучшая актриса второго плана      | Сисси Спейсек (за фильм «Три женщины») |
| 28 января 1979 год | Лучшая картина                    | «Охотник на оленей» |
| 28 января 1979 год | Лучший режиссёр                   | Терренс Малик (за фильм «Дни жатвы») |
| 28 января 1979 год | Лучший актёр                      | Джон Войт (за фильм «Возвращение домой») |
| 28 января 1979 год | Лучшая актриса                    | Ингрид Бергман (за фильм «Осенняя соната») |
| 28 января 1979 год | Лучший сценарий                   | Пол Мазурски (за фильм «Незамужняя женщина»)                                                                                                  |
| 28 января 1979 год | Лучший актёр второго плана        | Кристофер Уокен (за фильм «Охотник на оленей»)                                                                                                |
| 28 января 1979 год | Лучшая актриса второго плана      | Морин Стэплтон (за фильм «Интерьеры») |
| 28 января 1979 год | Лучший фильм на иностранном языке | «Хлеб и шоколад» Италия |
| 1 февраля 1980 год | Лучшая картина                    | «Крамер против Крамера» |
| 1 февраля 1980 год | Лучший режиссёр                   | Вуди Аллен (за фильм Манхэттен) |
| 1 февраля 1980 год | Лучший актёр                      | Дастин Хоффман (за фильм «Крамер против Крамера»)                                                                                             |
| 1 февраля 1980 год | Лучшая актриса                    | Салли Филд (за фильм «Норма Рэй») |
| 1 февраля 1980 год | Лучший сценарий                   | Стив Тесич (за фильм «Уходя в отрыв») |
| 1 февраля 1980 год | Лучший актёр второго плана        | Мелвин Дуглас (за фильм «Будучи там») |
| 1 февраля 1980 год | Лучшая актриса второго плана      | Мерил Стрип (за фильмы «Крамер против Крамера» и «Соблазнение Джо Тайнана»)                                                                   |
| 1 февраля 1980 год | Лучший фильм на иностранном языке | «Дерево для башмаков» Италия |

### 1980-е годы
| Дата церемонии     | Категория                         | Победитель                                                                    |
| ------------------ | --------------------------------- | ----------------------------------------------------------------------------- |
| 25 января 1981 год | Лучшая картина                    | «Обыкновенные люди»                                                           |
| 25 января 1981 год | Лучший режиссёр                   | Джонатан Демми (за фильм «Мелвин и Говард»)                                   |
| 25 января 1981 год | Лучший актёр                      | Роберт Де Ниро (за фильм «Бешеный бык»)                                       |
| 25 января 1981 год | Лучшая актриса                    | Сисси Спейсек (за фильм «Дочь шахтёра»)                                       |
| 25 января 1981 год | Лучший сценарий                   | Бо Голдман (за фильм «Мелвин и Говард»)                                       |
| 25 января 1981 год | Лучший актёр второго плана        | Джо Пеши (за фильм «Бешеный бык»)                                             |
| 25 января 1981 год | Лучшая актриса второго плана      | Мэри Стинберджен (за фильм «Мелвин и Говард»)                                 |
| 25 января 1981 год | Лучший документальный фильм       | «Славный парень»                                                              |
| 25 января 1981 год | Лучший иностранный фильм          | «Мой американский дядюшка» Франция                                            |
| 31 января 1982 год | Лучшая картина                    | «Красные (фильм)»                                                             |
| 31 января 1982 год | Лучший режиссёр                   | Сидни Люмет (за фильм «Принц города»)                                         |
| 31 января 1982 год | Лучший актёр                      | Берт Ланкастер (за фильм «Атлантик-Сити»)                                     |
| 31 января 1982 год | Лучшая актриса                    | Гленда Джексон (за фильм «Стиви»)                                             |
| 31 января 1982 год | Лучшая работа оператора           | Дэвид Уоткин (за фильм «Огненные колесницы»)                                  |
| 31 января 1982 год | Лучший сценарий                   | Джон Гуар (за фильм «Атлантик-Сити»)                                          |
| 31 января 1982 год | Лучший актёр второго плана        | Джон Гилгуд (за фильм «Артур»)                                                |
| 31 января 1982 год | Лучшая актриса второго плана      | Мона Уошборн (за фильм «Стиви»)                                               |
| 31 января 1982 год | Лучший фильм на иностранном языке | «Пишоте: Закон самого слабого» Бразилия                                       |
| 31 января 1982 год | Специальные премии                | Абель Ганс (за фильм 1927 года «Наполеон»), Анджей Вайда, Кшиштоф Занусси     |
| 30 января 1983 год | Лучшая картина                    | «Ганди»                                                                       |
| 30 января 1983 год | Лучший режиссёр                   | Сидни Поллак (за фильм «Тутси»)                                               |
| 30 января 1983 год | Лучший актёр                      | Бен Кингсли (за фильм «Ганди»)                                                |
| 30 января 1983 год | Лучшая актриса                    | Мерил Стрип (за фильм «Выбор Софи»)                                           |
| 30 января 1983 год | Лучший сценарий                   | Мюррей Шизгаль и Дон Макгвайр (за фильм «Тутси»)                              |
| 30 января 1983 год | Лучшая работа оператора           | Нестор Альмендрос (за фильм «Выбор Софи»)                                     |
| 30 января 1983 год | Лучший актёр второго плана        | Джон Литгоу (за фильм «Мир по Гарпу»)                                         |
| 30 января 1983 год | Лучшая актриса второго плана      | Джессика Лэнг (за фильм «Тутси»)                                              |
| 30 января 1983 год | Лучший фильм на иностранном языке | «Время останавливается» Венгрия                                               |
| 29 января 1984 год | Лучшая картина                    | «Язык нежности»                                                               |
| 29 января 1984 год | Лучший режиссёр                   | Ингмар Бергман (за фильм «Фанни и Александр»)                                 |
| 29 января 1984 год | Лучший актёр                      | Роберт Дюваль (за фильм «Нежное милосердие»)                                  |
| 29 января 1984 год | Лучшая актриса                    | Ширли Маклейн (за фильм «Язык нежности»)                                      |
| 29 января 1984 год | Лучший сценарий                   | Билл Форсайт (за фильм «Местный герой»)                                       |
| 29 января 1984 год | Лучший актёр второго плана        | Джек Николсон (за фильм «Язык нежности»)                                      |
| 29 января 1984 год | Лучшая актриса второго плана      | Линда Хант (за фильм «Год опасной жизни»)                                     |
| 29 января 1984 год | Лучшая работа оператора           | «Гордон Уиллис» (за фильм «Зелиг»)                                            |
| 29 января 1984 год | Лучший фильм на иностранном языке | «Фанни и Александр» Швеция                                                    |
| 27 января 1985 год | Лучшая картина                    | «Поездка в Индию»                                                             |
| 27 января 1985 год | Лучший режиссёр                   | Дэвид Лин (за фильм «Поездка в Индию»)                                        |
| 27 января 1985 год | Лучший актёр                      | Стив Мартин (за фильм «Весь я»)                                               |
| 27 января 1985 год | Лучшая актриса                    | Пегги Эшкрофт (за фильм «Поездка в Индию»)                                    |
| 27 января 1985 год | Лучший сценарий                   | Роберт Бентон (за фильм «Места в сердце»)                                     |
| 27 января 1985 год | Лучший актёр второго плана        | Ральф Ричардсон (за фильм «Грейстоук: Легенда о Тарзане, повелителе обезьян») |
| 27 января 1985 год | Лучшая актриса второго плана      | Кристин Лахти (за фильм «Дополнительная смена»)                               |
| 27 января 1985 год | Лучшая работа оператора           | «Крис Менгес» (за фильм «Поля смерти»)                                        |
| 27 января 1985 год | Лучший фильм на иностранном языке | «Воскресенье за городом» Франция                                              |
| 27 января 1985 год | Лучший документальный фильм       | «Времена Харви Милка»                                                         |
| 26 января 1986 год | Лучшая картина                    | «Честь семьи Прицци»                                                          |
| 26 января 1986 год | Лучший режиссёр                   | Джон Хьюстон (за фильм «Честь семьи Прицци»)                                  |
| 26 января 1986 год | Лучший актёр                      | Джек Николсон (за фильм «Честь семьи Прицци»)                                 |
| 26 января 1986 год | Лучшая актриса                    | Норма Алеандро (за фильм «Официальная версия»)                                |
| 26 января 1986 год | Лучший сценарий                   | Вуди Аллен (за фильм «Пурпурная роза Каира»)                                  |
| 26 января 1986 год | Лучший актёр второго плана        | Клаус Мария Брандауэр (за фильм «Из Африки»)                                  |
| 26 января 1986 год | Лучшая актриса второго плана      | Анжелика Хьюстон (за фильм «Честь семьи Прицци»)                              |
| 26 января 1986 год | Лучшая работа оператора           | Дэвид Уоткин (за фильм «Из Африки»)                                           |
| 26 января 1986 год | Лучший фильм на иностранном языке | «Ран» Япония, Франция                                                         |
| 26 января 1986 год | Лучший документальный фильм       | «Шоа»                                                                         |
| января 1987 год    | Лучшая картина                    | «Ханна и её сёстры»                                                           |
| января 1987 год    | Лучший режиссёр                   | Вуди Аллен (за фильм «Ханна и её сёстры»)                                     |
| января 1987 год    | Лучший актёр                      | Боб Хоскинс (за фильм «Мона Лиза»)                                            |
| января 1987 год    | Лучшая актриса                    | Сисси Спейсек (за фильм «Преступления сердца»)                                |
| января 1987 год    | Лучший сценарий                   | Ханиф Курейши (за фильм «Моя прекрасная прачечная»)                           |
| января 1987 год    | Лучший актёр второго плана        | Дэниел Дэй-Льюис (за фильмы «Моя прекрасная прачечная» и «Комната с видом»)   |
| января 1987 год    | Лучшая актриса второго плана      | Дайан Уист (за фильм «Ханна и её сёстры»)                                     |
| января 1987 год    | Лучшая работа оператора           | Тони Пирс-Робертс (за фильм «Комната с видом»)                                |
| января 1987 год    | Лучший фильм на иностранном языке | «Закат американской империи» Франция                                          |
| января 1987 год    | Лучший документальный фильм       | «Марлен»                                                                      |
| 24 января 1988 год | Лучшая картина                    | «Телевизионные новости»                                                       |
| 24 января 1988 год | Лучший режиссёр                   | Джеймс Брукс (за фильм «Телевизионные новости»)                               |
| 24 января 1988 год | Лучший актёр                      | Джек Николсон (за фильм «Иствикские ведьмы»)                                  |
| 24 января 1988 год | Лучшая актриса                    | Холли Хантер (за фильм «Телевизионные новости»)                               |
| 24 января 1988 год | Лучший сценарий                   | Джеймс Брукс (за фильм «Телевизионные новости»)                               |
| 24 января 1988 год | Лучший актёр второго плана        | Морган Фримен (за фильм «Уличный парень»)                                     |
| 24 января 1988 год | Лучшая актриса второго плана      | Ванесса Редгрейв (за фильм «Навострите ваши уши»)                             |
| 24 января 1988 год | Лучшая работа оператора           | Витторио Стораро (за фильм «Последний император»)                             |
| 24 января 1988 год | Лучший фильм на иностранном языке | «Моя собачья жизнь» Швеция                                                    |
| 15 января 1989 год | Лучшая картина                    | «Турист поневоле»                                                             |
| 15 января 1989 год | Лучший режиссёр                   | Крис Менгес (за фильм «Разделённый мир»)                                      |
| 15 января 1989 год | Лучший актёр                      | Джереми Айронс (за фильм «Связанные насмерть»)                                |
| 15 января 1989 год | Лучшая актриса                    | Мерил Стрип (за фильм «Крик в темноте»)                                       |
| 15 января 1989 год | Лучший сценарий                   | Рон Шелтон (за фильм «Дархэмский бык»)                                        |
| 15 января 1989 год | Лучший актёр второго плана        | Дин Стоквелл (за фильмы «Замужем за мафией» и «Такер: Человек и его мечта»)   |
| 15 января 1989 год | Лучшая актриса второго плана      | Дайан Венора (за фильм «Птица»)                                               |
| 15 января 1989 год | Лучшая работа оператора           | Анри Алекан (за фильм «Небо над Берлином»)                                    |
| 15 января 1989 год | Лучший фильм на иностранном языке | «Женщины на грани нервного срыва» Испания                                     |
| 15 января 1989 год | Лучший документальный фильм       | «Тонкая голубая линия»                                                        |
| 14 января 1990 год | Лучшая картина                    | «Моя левая нога»                                                              |
| 14 января 1990 год | Лучший режиссёр                   | Пол Мазурски (за фильм «Враги. История любви»)                                |
| 14 января 1990 год | Лучший актёр                      | Дэниел Дэй-Льюис (за фильм «Моя левая нога»)                                  |
| 14 января 1990 год | Лучшая актриса                    | Мишель Пфайффер (за фильм «Знаменитые братья Бейкеры»)                        |
| 14 января 1990 год | Лучший сценарий                   | Джеймс Фогл и Гас Ван Сент (за фильм «Аптечный ковбой»)                       |
| 14 января 1990 год | Лучший актёр второго плана        | Алан Алда (за фильм «Преступления и проступки»)                               |
| 14 января 1990 год | Лучшая актриса второго плана      | Лена Олин (за фильм «Враги. История любви»)                                   |
| 14 января 1990 год | Лучшая работа оператора           | Эрнест Р. Диккерсон (за фильм «Делай как надо!»)                              |
| 14 января 1990 год | Лучший фильм на иностранном языке | «Женское дело» Франция                                                        |
| 14 января 1990 год | Лучший документальный фильм       | «Роджер и я»                                                                  |
| 14 января 1990 год | Лучший режиссёрский дебют         | «Кеннет Брана» (за фильм «Генрих V»)                                          |

### 1990-е годы
| Дата церемонии     | Категория                         | Победитель                                                                        |
| ------------------ | --------------------------------- | --------------------------------------------------------------------------------- |
| 13 января 1991 год | Лучшая картина                    | «Славные парни»                                                                   |
| 13 января 1991 год | Лучший режиссёр                   | Мартин Скорсезе (за фильм «Славные парни»)                                        |
| 13 января 1991 год | Лучший актёр                      | Роберт Де Ниро (за фильмы «Славные парни» и «Пробуждение»)                        |
| 13 января 1991 год | Лучшая актриса                    | Джоан Вудворд (за фильм «Мистер и миссис Бридж»)                                  |
| 13 января 1991 год | Лучший сценарий                   | Рут Правер Джабвала (за фильм «Мистер и миссис Бридж»)                            |
| 13 января 1991 год | Лучший актёр второго плана        | Брюс Дэвисон (за фильм «Близкий друг»)                                            |
| 13 января 1991 год | Лучшая актриса второго плана      | Дженнифер Джейсон Ли (за фильмы «Майами Блюз» и «Последний поворот на Бруклин»)   |
| 13 января 1991 год | Лучший иностранный фильм          | «Дрянная девчонка» ФРГ                                                            |
| 13 января 1991 год | Лучшая операторская работа        | Витторио Стораро (за фильм «Под покровом небес»)                                  |
| 13 января 1991 год | Лучший режиссёрский дебют         | Уит Стиллман (за фильм «Золотая молодёжь»)                                        |
| 13 января 1991 год | Специальные премии                | Карен Купер и Брюс Голдштейн                                                      |
| 12 января 1992 год | Лучшая картина                    | «Молчание ягнят»                                                                  |
| 12 января 1992 год | Лучший режиссёр                   | Джонатан Демми (за фильм «Молчание ягнят»)                                        |
| 12 января 1992 год | Лучший актёр                      | Энтони Хопкинс (за фильм «Молчание ягнят»)                                        |
| 12 января 1992 год | Лучшая актриса                    | Джоди Фостер (за фильм «Молчание ягнят»)                                          |
| 12 января 1992 год | Лучший сценарий                   | Дэвид Кроненберг (за фильм «Обед нагишом»)                                        |
| 12 января 1992 год | Лучший актёр второго плана        | Сэмюэл Л. Джексон (за фильм «Тропическая лихорадка»)                              |
| 12 января 1992 год | Лучшая актриса второго плана      | Джуди Дэвис (за фильмы «Обед нагишом» и «Бартон Финк»)                            |
| 12 января 1992 год | Лучший документальный фильм       | «Париж горит»                                                                     |
| 12 января 1992 год | Лучший иностранный фильм          | «Европа, Европа» Польша, Германия, Франция                                        |
| 12 января 1992 год | Лучшая операторская работа        | Роджер Дикинс (за фильм «Бартон Финк»)                                            |
| 12 января 1992 год | Лучший режиссёрский дебют         | Джон Синглтон (за фильм «Ребята по соседству»)                                    |
| 17 января 1993 год | Лучшая картина                    | «Игрок»                                                                           |
| 17 января 1993 год | Лучший режиссёр                   | Роберт Олтмен (за фильм «Игрок»)                                                  |
| 17 января 1993 год | Лучший актёр                      | Дензел Вашингтон (за фильм «Малкольм Икс»)                                        |
| 17 января 1993 год | Лучшая актриса                    | Эмма Томпсон (за фильм «Говардс-Энд»)                                             |
| 17 января 1993 год | Лучший сценарий                   | Нил Джордан (за фильм «Жестокая игра»)                                            |
| 17 января 1993 год | Лучший актёр второго плана        | Джин Хэкмен (за фильм «Непрощённый»)                                              |
| 17 января 1993 год | Лучшая актриса второго плана      | Миранда Ричардсон (за фильмы «Жестокая игра», «Колдовской апрель», «Ущерб»)       |
| 17 января 1993 год | Лучший документальный фильм       | «Охранник брата»                                                                  |
| 17 января 1993 год | Лучший иностранный фильм          | «Зажги красный фонарь» Китай                                                      |
| 17 января 1993 год | Лучшая операторская работа        | Жан Лепин (за фильм «Игрок»)                                                      |
| 17 января 1993 год | Лучший режиссёрский дебют         | Эллисон Андерс (за фильм «Бензин, еда, жильё»)                                    |
| 16 января 1994 год | Лучшая картина                    | «Список Шиндлера»                                                                 |
| 16 января 1994 год | Лучший режиссёр                   | Джейн Кэмпион (за фильм «Пианино»)                                                |
| 16 января 1994 год | Лучший актёр                      | Дэвид Тьюлис (за фильм «Обнажённые»)                                              |
| 16 января 1994 год | Лучшая актриса                    | Холли Хантер (за фильм «Пианино»)                                                 |
| 16 января 1994 год | Лучший сценарий                   | Джейн Кэмпион (за фильм «Пианино»)                                                |
| 16 января 1994 год | Лучший актёр второго плана        | Рэйф Файнс (за фильм «Список Шиндлера»)                                           |
| 16 января 1994 год | Лучшая актриса второго плана      | Гун Ли (за фильм «Прощай, моя наложница»)                                         |
| 16 января 1994 год | Лучший документальный фильм       | «В луче света»                                                                    |
| 16 января 1994 год | Лучший иностранный фильм          | «Прощай, моя наложница» Китай                                                     |
| 16 января 1994 год | Лучшая операторская работа        | Януш Каминский (за фильм «Список Шиндлера»)                                       |
| 22 января 1995 год | Лучшая картина                    | «Телевикторина»                                                                   |
| 22 января 1995 год | Лучший режиссёр                   | Квентин Тарантино (за фильм «Криминальное чтиво»)                                 |
| 22 января 1995 год | Лучший актёр                      | Пол Ньюман (за фильм «Без дураков»)                                               |
| 22 января 1995 год | Лучшая актриса                    | Линда Фиорентино (за фильм «Последнее соблазнение»)                               |
| 22 января 1995 год | Лучший сценарий                   | Квентин Тарантино и Роджер Эвери (за фильм «Криминальное чтиво»)                  |
| 22 января 1995 год | Лучший актёр второго плана        | Мартин Ландау (за фильм «Эд Вуд»)                                                 |
| 22 января 1995 год | Лучшая актриса второго плана      | Дайан Уист (за фильм «Пули над Бродвеем»)                                         |
| 22 января 1995 год | Лучший документальный фильм       | «Мечты о баскетболе»                                                              |
| 22 января 1995 год | Лучший иностранный фильм          | «Красный» Франция, Швейцария, Польша                                              |
| 22 января 1995 год | Лучшая операторская работа        | Стефан Чапски (за фильм «Эд Вуд»)                                                 |
| 22 января 1995 год | Лучший режиссёрский дебют         | Дарнелл Мартин (за фильм «А мне так нравится»)                                    |
| 22 января 1995 год | Специальная премия                | Жан-Люк Годар                                                                     |
| 7 января 1996 год  | Лучшая картина                    | «Покидая Лас-Вегас»                                                               |
| 7 января 1996 год  | Лучший режиссёр                   | Энг Ли (Ли Ань) (за фильм «Разум и чувства»)                                      |
| 7 января 1996 год  | Лучший актёр                      | Николас Кейдж (за фильм «Покидая Лас-Вегас»)                                      |
| 7 января 1996 год  | Лучшая актриса                    | Дженнифер Джейсон Ли (за фильм «Джорджия»)                                        |
| 7 января 1996 год  | Лучший сценарий                   | Эмма Томпсон (за фильм «Разум и чувства»)                                         |
| 7 января 1996 год  | Лучший актёр второго плана        | Кевин Спейси (за фильмы «Среди акул», «Подозрительные лица», «Эпидемия» и «Семь») |
| 7 января 1996 год  | Лучшая актриса второго плана      | Мира Сорвино (за фильм «Великая Афродита»)                                        |
| 7 января 1996 год  | Лучший документальный фильм       | «Крамб»                                                                           |
| 7 января 1996 год  | Лучший иностранный фильм          | «Дикий тростник» Франция                                                          |
| 7 января 1996 год  | Лучший режиссёрский дебют         | Крис Нунан (за фильм «Бэйб: Четвероногий малыш»)                                  |
| 5 января 1997 год  | Лучшая картина                    | «Фарго»                                                                           |
| 5 января 1997 год  | Лучший режиссёр                   | Ларс фон Триер (за фильм «Рассекая волны»)                                        |
| 5 января 1997 год  | Лучший актёр                      | Джеффри Раш (за фильм «Блеск»)                                                    |
| 5 января 1997 год  | Лучшая актриса                    | Эмили Уотсон (за фильм «Рассекая волны»)                                          |
| 5 января 1997 год  | Лучший сценарий                   | Альберт Брукс и Моника Макгоун Джонсон (за фильм «Мать»)                          |
| 5 января 1997 год  | Лучший актёр второго плана        | Гарри Белафонте (за фильм «Канзас-Сити»)                                          |
| 5 января 1997 год  | Лучшая актриса второго плана      | Кортни Лав (за фильм «Народ против Ларри Флинта»)                                 |
| 5 января 1997 год  | Лучший документальный фильм       | «Когда мы были королями»                                                          |
| 5 января 1997 год  | Лучший фильм на иностранном языке | «Белый шар» Иран                                                                  |
| 5 января 1997 год  | Лучшая операторская работа        | Робби Мюллер (за фильм «Рассекая волны»)                                          |
| 5 января 1997 год  | Лучший режиссёрский дебют         | Стэнли Туччи и Кэмпбелл Скотт (за фильм «Большая ночь»)                           |
| 5 января 1997 год  | Специальные премии                | «Головокружение» Йонас Мекас                                                      |
| 5 января 1998 год  | Лучшая картина                    | «Секреты Лос-Анджелеса»                                                           |
| 5 января 1998 год  | Лучший режиссёр                   | Кёртис Хэнсон (за фильм «Секреты Лос-Анджелеса»)                                  |
| 5 января 1998 год  | Лучший актёр                      | Питер Фонда (за фильм «Ночи в стиле буги»)                                        |
| 5 января 1998 год  | Лучшая актриса                    | Джули Кристи (за фильм «На закате»)                                               |
| 5 января 1998 год  | Лучший сценарий                   | Кёртис Хэнсон и Брайан Хелгеленд (за фильм «Секреты Лос-Анджелеса»)               |
| 5 января 1998 год  | Лучший актёр второго плана        | Бёрт Рейнольдс (за фильм «Ночи в стиле буги»)                                     |
| 5 января 1998 год  | Лучшая актриса второго плана      | Джоан Кьюсак (за фильм «Вход и выход»)                                            |
| 5 января 1998 год  | Лучший документальный фильм       | «Быстро, дёешево и неуправляемо»                                                  |
| 5 января 1998 год  | Лучший фильм на иностранном языке | «Понетт» Франция                                                                  |
| 5 января 1998 год  | Лучшая операторская работа        | Роджер Дикинс (за фильм «Кундун»)                                                 |
| 5 января 1998 год  | Лучший режиссёрский дебют         | Нил Лабут (за фильм «В компании мужчин»)                                          |
| 10 января 1999 год | Лучшая картина                    | «Спасти рядового Райана»                                                          |
| 10 января 1999 год | Лучший режиссёр                   | Терренс Малик (за фильм «Тонкая красная линия»)                                   |
| 10 января 1999 год | Лучший актёр                      | Ник Нолти (за фильм «Скорбь»)                                                     |
| 10 января 1999 год | Лучшая актриса                    | Камерон Диас (за фильм «Все без ума от Мэри»)                                     |
| 10 января 1999 год | Лучший сценарий                   | Марк Норман и Том Стоппард (за фильм «Влюблённый Шекспир»)                        |
| 10 января 1999 год | Лучший актёр второго плана        | Билл Мюррей (за фильм «Академия Рашмор»)                                          |
| 10 января 1999 год | Лучшая актриса второго плана      | Лиза Кудроу (за фильм «Противоположность секса»)                                  |
| 10 января 1999 год | Лучший не игровой фильм           | «Ферма: Ангола, США»                                                              |
| 10 января 1999 год | Лучший фильм на иностранном языке | «Торжество» Дания, Швеция                                                         |
| 10 января 1999 год | Лучшая операторская работа        | Джон Толл (за фильм «Тонкая красная линия»)                                       |
| 10 января 1999 год | Лучший режиссёрский дебют         | Ричард Квитневьский (за фильм «Любовь и смерть на Лонг-Айленде»)                  |
| 10 января 1999 год | Лучший режиссёрский дебют         | Рик Шмидлин (за восстановление фильма «Печать зла»)                               |
| 9 января 2000 год  | Лучшая картина                    | «Кутерьма»                                                                        |
| 9 января 2000 год  | Лучший режиссёр                   | Майк Ли (за фильм «Кутерьма»)                                                     |
| 9 января 2000 год  | Лучший актёр                      | Ричард Фарнсуорт (за фильм «Простая история»)                                     |
| 9 января 2000 год  | Лучшая актриса                    | Хилари Суонк (за фильм «Парни не плачут»)                                         |
| 9 января 2000 год  | Лучший сценарий                   | Александр Пэйн и Джим Тейлор (за фильм «Выскочка»)                                |
| 9 января 2000 год  | Лучший актёр второго плана        | Джон Малкович (за фильм «Быть Джоном Малковичем»)                                 |
| 9 января 2000 год  | Лучшая актриса второго плана      | Кэтрин Кинер (за фильм «Быть Джоном Малковичем»)                                  |
| 9 января 2000 год  | Лучший неигровой фильм            | «Клуб Буэна Виста»                                                                |
| 9 января 2000 год  | Лучший анимационный фильм         | «Южный парк: больше, длиннее и без купюр»                                         |
| 9 января 2000 год  | Лучший иностранный фильм          | «Всё о моей матери» Испания, Франция                                              |
| 9 января 2000 год  | Лучшая операторская работа        | Фредди Фрэнсис (за фильм «Простая история»)                                       |
| 9 января 2000 год  | Лучший режиссёрский дебют         | Спайк Джонз (за фильм «Быть Джоном Малковичем»)                                   |
| 9 января 2000 год  | Специальная премия                | Мэнни Фабер                                                                       |

### 2000-е годы
| Дата церемонии       | Категория                                  | Победитель                                                                     |
| -------------------- | ------------------------------------------ | ------------------------------------------------------------------------------ |
| 14 января 2001 год   | Лучшая картина                             | «Траффик»                                                                      |
| 14 января 2001 год   | Лучший режиссёр                            | Стивен Содерберг (за фильмы «Эрин Брокович» и «Траффик»)                       |
| 14 января 2001 год   | Лучший актёр                               | Том Хэнкс (за фильм «Изгой»)                                                   |
| 14 января 2001 год   | Лучшая актриса                             | Лора Линни (за фильм «Можешь рассчитывать на меня»)                            |
| 14 января 2001 год   | Лучший сценарий                            | Кеннет Лонерган (за фильм «Можешь рассчитывать на меня»)                       |
| 14 января 2001 год   | Лучший актёр второго плана                 | Бенисио Дель Торо (за фильм «Траффик»)                                         |
| 14 января 2001 год   | Лучшая актриса второго плана               | Марша Гей Харден (за фильм «Поллок»)                                           |
| 14 января 2001 год   | Лучший иностранный фильм                   | «Один и два» Китайская Республика, Япония                                      |
| 14 января 2001 год   | Лучшая операторская работа                 | Питер Пау (за фильм «Крадущийся тигр, затаившийся дракон»)                     |
| 14 января 2001 год   | Лучший режиссёрский дебют                  | Дэвид Гордон Грин (за фильм «Джордж Вашингтон»)                                |
| 14 января 2001 год   | Лучший анимационный фильм                  | «Побег из курятника»                                                           |
| 14 января 2001 год   | Лучший не игровой фильм                    | «Жизнь и времена Хэнка Гринберга»                                              |
| 14 января 2001 год   | Специальные премии                         | Rialto Pictures                                                                |
| 6 января 2002 год    | Лучшая картина                             | «Малхолланд Драйв»                                                             |
| 6 января 2002 год    | Лучший режиссёр                            | Роберт Олтмен (за фильм «Госфорд-парк»)                                        |
| 6 января 2002 год    | Лучший актёр                               | Том Уилкинсон (за фильм «В спальне»)                                           |
| 6 января 2002 год    | Лучшая актриса                             | Сисси Спейсек (за фильм «В спальне»)                                           |
| 6 января 2002 год    | Лучший сценарий                            | Джулиан Феллоуз (за фильм «Госфорд-парк»)                                      |
| 6 января 2002 год    | Лучший актёр второго плана                 | Стив Бушеми (за фильм «Призрачный мир»)                                        |
| 6 января 2002 год    | Лучшая актриса второго плана               | Хелен Миррен (за фильм «Госфорд-парк»)                                         |
| 6 января 2002 год    | Лучший фильм на иностранном языке          | «Любовное настроение» Франция, Гонконг                                         |
| 6 января 2002 год    | Лучшая операторская работа                 | Кристофер Дойл и Марк Ли Пинбин (за фильм «Любовное настроение»)               |
| 6 января 2002 год    | Лучший режиссёрский дебют                  | Тодд Филд (за фильм «В спальне»)                                               |
| 6 января 2002 год    | Лучший анимационный фильм                  | «Пробуждение жизни»                                                            |
| 6 января 2002 год    | Лучший не игровой фильм                    | «Собиратели и собирательница»                                                  |
| 6 января 2002 год    | Специальная премия                         | Жак Деми за переизданные фильмы «Лола» (1961 год) и «Залив ангелов» (1963 год) |
| неизвестно           | Лучшая картина                             | «Вдали от рая»                                                                 |
| неизвестно           | Лучший режиссёр                            | Тодд Хейнс (за фильм «Вдали от рая»)                                           |
| неизвестно           | Лучший актёр                               | Дэниел Дэй-Льюис (за фильм «Банды Нью-Йорка»)                                  |
| неизвестно           | Лучшая актриса                             | Дайан Лейн (за фильм «Неверная»)                                               |
| неизвестно           | Лучший сценарий                            | Чарли Кауфман и Дональд Кауфман (за фильм «Адаптация»)                         |
| неизвестно           | Лучший актёр второго плана                 | Деннис Куэйд (за фильм «Вдали от рая»)                                         |
| неизвестно           | Лучшая актриса второго плана               | Патриша Кларксон (за фильм «Вдали от рая»)                                     |
| неизвестно           | Лучший фильм на иностранном языке          | «И твою маму тоже» Мексика, США                                                |
| неизвестно           | Лучшая операторская работа                 | Эдвард Лэкмен (за фильм «Вдали от рая»)                                        |
| неизвестно           | Лучший анимационный фильм                  | «Унесённые призраками»                                                         |
| неизвестно           | Лучший не игровой фильм                    | «Оставаясь в тени Мотауна»                                                     |
| неизвестно           | Специальная премия                         | Переиздание фильма «Метрополис»                                                |
| неизвестно           | Лучшая картина                             | «Властелин колец: Возвращение короля»                                          |
| неизвестно           | Лучший режиссёр                            | София Коппола (за фильм «Трудности перевода»)                                  |
| неизвестно           | Лучший актёр                               | Билл Мюррей (за фильм «Трудности перевода»)                                    |
| неизвестно           | Лучшая актриса                             | Хоуп Дэвис (за фильмы «Американское великолепие» и «Тайная жизнь дантистов»)   |
| неизвестно           | Лучший сценарий                            | Крэйг Лукас (за фильм «Тайная жизнь дантистов»)                                |
| неизвестно           | Лучший актёр второго плана                 | Юджин Леви (за фильм «Могучий ветер»)                                          |
| неизвестно           | Лучшая актриса второго плана               | Шохре Агдашлу (за фильм «Дом из песка и тумана»)                               |
| неизвестно           | Лучший фильм на иностранном языке          | «Город Бога»                                                                   |
| неизвестно           | Лучшая операторская работа                 | Харрис Савидис (за фильмы «Слон» и «Джерри»)                                   |
| неизвестно           | Лучший анимационный фильм                  | «Трио из Бельвилля»                                                            |
| 9 января 2005 год    | Лучшая картина                             | «На обочине»                                                                   |
| 9 января 2005 год    | Лучший режиссёр                            | Клинт Иствуд (за фильм «Малышка на миллион»)                                   |
| 9 января 2005 год    | Лучший актёр                               | Пол Джаматти (за фильм «На обочине»)                                           |
| 9 января 2005 год    | Лучшая актриса                             | Имельда Стонтон (за фильм «Вера Дрейк»)                                        |
| 9 января 2005 год    | Лучший сценарий                            | Александр Пэйн и Джим Тейлор (за фильм «На обочине»)                           |
| 9 января 2005 год    | Лучший актёр второго плана                 | Клайв Оуэн (за фильм «Близость»)                                               |
| 9 января 2005 год    | Лучшая актриса второго плана               | Вирджиния Мэдсен (за фильм «На обочине»)                                       |
| 9 января 2005 год    | Лучший фильм на иностранном языке          | «Дурное воспитание» Испания                                                    |
| 9 января 2005 год    | Лучшая операторская работа                 | Кристофер Дойл (за фильм «Герой»)                                              |
| 9 января 2005 год    | Лучший режиссёрский дебют                  | Джошуа Марстон (за фильм «Мария, благодати полная»)                            |
| 9 января 2005 год    | Лучший анимационный фильм                  | «Суперсемейка»                                                                 |
| 9 января 2005 год    | Лучший неигровой фильм                     | «Фаренгейт 9/11»                                                               |
| 8 января 2006 год    | Лучшая картина                             | «Горбатая гора»                                                                |
| 8 января 2006 год    | Лучший режиссёр                            | Энг Ли (за фильм «Горбатая гора»)                                              |
| 8 января 2006 год    | Лучший актёр                               | Хит Леджер (за фильм «Горбатая гора»)                                          |
| 8 января 2006 год    | Лучшая актриса                             | Риз Уизерспун (за фильм «Переступить черту»)                                   |
| 8 января 2006 год    | Лучший сценарий                            | Ной Баумбах (за фильм «Кальмар и кит»)                                         |
| 8 января 2006 год    | Лучший актёр второго плана                 | Уильям Хёрт (за фильм «Оправданная жестокость»)                                |
| 8 января 2006 год    | Лучшая актриса второго плана               | Мария Белло (за фильм «Оправданная жестокость»)                                |
| 8 января 2006 год    | Лучший фильм на иностранном языке          | «2046»                                                                         |
| 8 января 2006 год    | Лучшая операторская работа                 | Кристофер Дойл и Пунг-Леунг Кван (за фильм «2046»)                             |
| 8 января 2006 год    | Лучший режиссёрский дебют                  | Беннетт Миллер (за фильм «Капоте»)                                             |
| 8 января 2006 год    | Лучший анимационный фильм                  | «Ходячий замок»                                                                |
| 8 января 2006 год    | Лучший неигровой фильм                     | «Человек-гризли» и «Белый бриллиант»                                           |
| 7 января 2007 год    | Лучшая картина                             | «Потерянный рейс»                                                              |
| 7 января 2007 год    | Лучший режиссёр                            | Мартин Скорсезе (за фильм «Отступники»)                                        |
| 7 января 2007 год    | Лучший актёр                               | Форест Уитакер (за фильм «Последний король Шотландии»)                         |
| 7 января 2007 год    | Лучшая актриса                             | Хелен Миррен (за фильм «Королева»)                                             |
| 7 января 2007 год    | Лучший сценарий                            | Питер Морган (за фильм «Королева»)                                             |
| 7 января 2007 год    | Лучший актёр второго плана                 | Джеки Эрл Хейли (за фильм «Как малые дети»)                                    |
| 7 января 2007 год    | Лучшая актриса второго плана               | Дженнифер Хадсон (за фильм «Девушки мечты»)                                    |
| 7 января 2007 год    | Лучший иностранный фильм                   | «Армия теней» Франция, Италия                                                  |
| 7 января 2007 год    | Лучшая операторская работа                 | Гильермо Наварро (за фильм «Лабиринт фавна»)                                   |
| 7 января 2007 год    | Лучший режиссёрский дебют                  | Райан Флек (за фильм «Полу-Нельсон»)                                           |
| 7 января 2007 год    | Лучший анимационный фильм                  | «Делай ноги»                                                                   |
| 7 января 2007 год    | Лучший неигровой фильм                     | «Избави нас от лукавого»                                                       |
| 6 января 2008 год    | Лучшая картина                             | «Старикам тут не место»                                                        |
| 6 января 2008 год    | Лучший режиссёр                            | Братья Коэн (за фильм «Старикам тут не место»)                                 |
| 6 января 2008 год    | Лучший актёр                               | Дэниел Дэй-Льюис (за фильм «Нефть»)                                            |
| 6 января 2008 год    | Лучшая актриса                             | Джули Кристи (за фильм «Вдали от неё»)                                         |
| 6 января 2008 год    | Лучший сценарий                            | Братья Коэн (за фильм «Старикам тут не место»)                                 |
| 6 января 2008 год    | Лучший актёр второго плана                 | Хавьер Бардем (за фильм «Старикам тут не место»)                               |
| 6 января 2008 год    | Лучшая актриса второго плана               | Эми Райан (за фильм «Прощай, детка, прощай»)                                   |
| 6 января 2008 год    | Лучший фильм на иностранном языке          | «Жизнь других» Германия                                                        |
| 6 января 2008 год    | Лучшая операторская работа                 | Роберт Элсвит (за фильм «Нефть»)                                               |
| 6 января 2008 год    | Лучший режиссёрский дебют                  | Сара Полли (за фильм «Вдали от неё»)                                           |
| 6 января 2008 год    | Лучший анимационный фильм                  | «Персеполис»                                                                   |
| 6 января 2008 год    | Лучший неигровой фильм                     | «Конца и края нет»                                                             |
| 6 января 2008 год    | Премия за вклад на протяжении всей карьеры | Сидни Люмет                                                                    |
| 5 января 2009 год    | Лучшая картина                             | «Харви Милк»                                                                   |
| 5 января 2009 год    | Лучший режиссёр                            | Майк Ли (за фильм «Беззаботная»)                                               |
| 5 января 2009 год    | Лучший актёр                               | Шон Пенн (за фильм «Харви Милк»)                                               |
| 5 января 2009 год    | Лучшая актриса                             | Салли Хокинс (за фильм «Беззаботная»)                                          |
| 5 января 2009 год    | Лучший сценарий                            | Дженни Люмет (за фильм «Рэйчел выходит замуж»)                                 |
| 5 января 2009 год    | Лучший актёр второго плана                 | Джош Бролин (за фильм «Харви Милк»)                                            |
| 5 января 2009 год    | Лучшая актриса второго плана               | Пенелопа Крус (за фильм «Вики Кристина Барселона»)                             |
| 5 января 2009 год    | Лучший фильм на иностранном языке          | «4 месяца, 3 недели и 2 дня» Румыния                                           |
| 5 января 2009 год    | Лучшая операторская работа                 | Энтони Дод Мэнтл (за фильм «Миллионер из трущоб»)                              |
| 5 января 2009 год    | Лучший режиссёрский дебют                  | Кортни Хант (за фильм «Замёрзшая река»)                                        |
| 5 января 2009 год    | Лучший анимационный фильм                  | «ВАЛЛ-И»                                                                       |
| 5 января 2009 год    | Лучший неигровой фильм                     | «Человек на канате»                                                            |
| 14 декабря 2009 год  | Лучшая картина                             | «Повелитель бури»                                                              |
| 14 декабря 2009 год  | Лучший режиссёр                            | Кэтрин Бигелоу (за фильм «Повелитель бури»)                                    |
| 14 декабря 2009 год  | Лучший актёр                               | Джордж Клуни (за фильмы «Мне бы в небо» и «Бесподобный мистер Фокс»)           |
| 14 декабря 2009 год  | Лучшая актриса                             | Мерил Стрип (за фильм «Джули и Джулия: Готовим счастье по рецепту»)            |
| 14 декабря 2009 год  | Лучший сценарий                            | «В петле»                                                                      |
| 14 декабря 2009 год  | Лучший актёр второго плана                 | Кристоф Вальц (за фильм «Бесславные ублюдки»)                                  |
| 14 декабря 2009 год  | Лучшая актриса второго плана               | Мо’Ник (за фильм «Сокровище»)                                                  |
| 14 декабря 2009 год  | Лучший фильм на иностранном языке          | «Летнее время» Франция                                                         |
| 14 декабря 2009 год  | Лучшая операторская работа                 | Кристиан Бергер (за фильм «Белая лента»)                                       |
| 14 декабря 2009 год  | Лучший режиссёрский дебют                  | Стив Маккуин (за фильм «Голод»)                                                |
| 14 декабря 2009 год  | Лучший анимационный фильм                  | «Бесподобный мистер Фокс»                                                      |
| 14 декабря 2009 год  | Лучший неигровой фильм                     | «Время и город»                                                                |
| 14 декабря 2009 год  | Специальные премии                         | Эндрю Саррис                                                                   |
| 13 декабря 2010 года | Лучшая картина                             | «Социальная сеть»                                                              |
| 13 декабря 2010 года | Лучший режиссёр                            | Дэвид Финчер (за фильм «Социальная сеть»)                                      |
| 13 декабря 2010 года | Лучший актёр                               | Колин Ферт (за фильм «Король говорит!»)                                        |
| 13 декабря 2010 года | Лучшая актриса                             | Аннетт Бенинг (за фильм «Детки в порядке»)                                     |
| 13 декабря 2010 года | Лучший сценарий                            | Лиза Холоденко и Стюарт Блумберг (за фильм «Детки в порядке»)                  |
| 13 декабря 2010 года | Лучший актёр второго плана                 | Марк Руффало (за фильм «Детки в порядке»)                                      |
| 13 декабря 2010 года | Лучшая актриса второго плана               | Мелисса Лео (за фильм «Боец»)                                                  |
| 13 декабря 2010 года | Лучший фильм на иностранном языке          | «Карлос» Франция, Германия                                                     |
| 13 декабря 2010 года | Лучшая операторская работа                 | Мэттью Либатик (за фильм «Чёрный лебедь»)                                      |
| 13 декабря 2010 года | Лучший режиссёрский дебют                  | Дэвид Мишо (за фильм «Царство животных»)                                       |
| 13 декабря 2010 года | Лучший анимационный фильм                  | «Иллюзионист»                                                                  |
| 13 декабря 2010 года | Лучший неигровой фильм                     | «Инсайдеры»                                                                    |

### 2010-е годы
| Дата церемонии                                                           | Категория                         | Победитель                                                              |
| ------------------------------------------------------------------------ | --------------------------------- | ----------------------------------------------------------------------- |
| 9 января 2012 год                                                        | Лучшая картина                    | «Артист»                                                                |
| 9 января 2012 год                                                        | Лучший режиссёр                   | Мишель Хазанавичус (за фильм «Артист»)                                  |
| 9 января 2012 год                                                        | Лучший актёр                      | Брэд Питт (за фильмы «Человек, который изменил всё» и «Древо жизни»)    |
| 9 января 2012 год                                                        | Лучшая актриса                    | Мерил Стрип (за фильм «Железная леди»)                                  |
| 9 января 2012 год                                                        | Лучший сценарий                   | Аарон Соркин и Стивен Заиллян (за фильм «Человек, который изменил всё») |
| 9 января 2012 год                                                        | Лучший актёр второго плана        | Альберт Брукс (за фильм «Драйв»)                                        |
| 9 января 2012 год                                                        | Лучшая актриса второго плана      | Джессика Честейн (за фильмы «Древо жизни», «Прислуга» и «Укрытие»)      |
| 9 января 2012 год                                                        | Лучший фильм на иностранном языке | «Развод Надера и Симин» Иран                                            |
| 9 января 2012 год                                                        | Лучшая операторская работа        | Эммануэль Любецки (за фильм «Древо жизни»)                              |
| 9 января 2012 год                                                        | Лучший режиссёрский дебют         | Джей Си Чендор (за фильм «Предел риска»)                                |
| 9 января 2012 год                                                        | Лучший не игровой фильм           | «Пещера забытых снов»                                                   |
| 9 января 2012 год                                                        | Специальные премии                | Рауль Руис Пино                                                         |
| 14 января 2013 год ресторан-клуб «Crimson» (Metronome Hospitality Group) | Лучшая картина                    | «Цель номер один»                                                       |
| 14 января 2013 год ресторан-клуб «Crimson» (Metronome Hospitality Group) | Лучший режиссёр                   | Кэтрин Бигелоу (за фильм «Цель номер один»)                             |
| 14 января 2013 год ресторан-клуб «Crimson» (Metronome Hospitality Group) | Лучший актёр                      | Дэниел Дэй-Льюис (за фильм «Линкольн»)                                  |
| 14 января 2013 год ресторан-клуб «Crimson» (Metronome Hospitality Group) | Лучшая актриса                    | Рэйчел Вайс (за фильм «Глубокое синее море»)                            |
| 14 января 2013 год ресторан-клуб «Crimson» (Metronome Hospitality Group) | Лучший сценарий                   | Тони Кушнер (за фильм «Линкольн»)                                       |
| 14 января 2013 год ресторан-клуб «Crimson» (Metronome Hospitality Group) | Лучший актёр второго плана        | Мэттью Макконахи (за фильмы «Супер Майк» и «Берни»)                     |
| 14 января 2013 год ресторан-клуб «Crimson» (Metronome Hospitality Group) | Лучшая актриса второго плана      | Салли Филд (за фильм «Линкольн»)                                        |
| 14 января 2013 год ресторан-клуб «Crimson» (Metronome Hospitality Group) | Лучший иностранный фильм          | «Любовь»                                                                |
| 14 января 2013 год ресторан-клуб «Crimson» (Metronome Hospitality Group) | Лучшая операторская работа        | Грейг Фрэйзер (за фильм «Цель номер один»)                              |
| 14 января 2013 год ресторан-клуб «Crimson» (Metronome Hospitality Group) | Лучший анимационный фильм         | «Франкенвини»                                                           |
| 14 января 2013 год ресторан-клуб «Crimson» (Metronome Hospitality Group) | Лучший не игровой фильм           | «Пятеро из Центрального парка»                                          |
| 6 января 2014 год ресторан «The Edison Ballroom»                         | Лучшая картина                    | «Афера по-американски»                                                  |
| 6 января 2014 год ресторан «The Edison Ballroom»                         | Лучший режиссёр                   | Стив Маккуин (за фильм «12 лет рабства»)                                |
| 6 января 2014 год ресторан «The Edison Ballroom»                         | Лучший актёр                      | Роберт Редфорд (за фильм «Не угаснет надежда»)                          |
| 6 января 2014 год ресторан «The Edison Ballroom»                         | Лучшая актриса                    | Кейт Бланшетт (за фильм «Жасмин»)                                       |
| 6 января 2014 год ресторан «The Edison Ballroom»                         | Лучший сценарий                   | Эрик Уоррен Сингер и Дэвид О. Расселл (за фильм «Афера по-американски») |
| 6 января 2014 год ресторан «The Edison Ballroom»                         | Лучший актёр второго плана        | Джаред Лето (за фильм «Далласский клуб покупателей»)                    |
| 6 января 2014 год ресторан «The Edison Ballroom»                         | Лучшая актриса второго плана      | Дженнифер Лоуренс (за фильм «Афера по-американски»)                     |
| 6 января 2014 год ресторан «The Edison Ballroom»                         | Лучший иностранный фильм          | «Жизнь Адель» Франция                                                   |
| 6 января 2014 год ресторан «The Edison Ballroom»                         | Лучшая операторская работа        | Брюно Дельбоннель (за фильм «Внутри Льюина Дэвиса»)                     |
| 6 января 2014 год ресторан «The Edison Ballroom»                         | Лучший режиссёрский дебют         | Райан Куглер (за фильм «Станция „Фрутвейл“»)                            |
| 6 января 2014 год ресторан «The Edison Ballroom»                         | Лучший анимационный фильм         | «Ветер крепчает»                                                        |
| 6 января 2014 год ресторан «The Edison Ballroom»                         | Лучший не игровой фильм           | «Истории, которые мы рассказываем»                                      |
| 7 января 2015 год ресторан-клуб «Тао»                                    | Лучшая картина                    | «Отрочество»                                                            |
| 7 января 2015 год ресторан-клуб «Тао»                                    | Лучший режиссёр                   | Ричард Линклейтер (за фильм «Отрочество»)                               |
| 7 января 2015 год ресторан-клуб «Тао»                                    | Лучший актёр                      | Тимоти Сполл (за фильм «Уильям Тёрнер»)                                 |
| 7 января 2015 год ресторан-клуб «Тао»                                    | Лучшая актриса                    | Марион Котийяр (за фильмы «Два дня, одна ночь» и «Роковая страсть»)     |
| 7 января 2015 год ресторан-клуб «Тао»                                    | Лучший сценарий                   | Уэс Андерсон (за фильм «Отель «Гранд Будапешт»»)                        |
| 7 января 2015 год ресторан-клуб «Тао»                                    | Лучший актёр второго плана        | Джей Кей Симмонс (за фильм «Одержимость»)                               |
| 7 января 2015 год ресторан-клуб «Тао»                                    | Лучшая актриса второго плана      | Патрисия Аркетт (за фильм «Отрочество»)                                 |
| 7 января 2015 год ресторан-клуб «Тао»                                    | Лучший фильм на иностранном языке | «Ида» Польша                                                            |
| 7 января 2015 год ресторан-клуб «Тао»                                    | Лучшая операторская работа        | Дариус Хонджи (за фильм «Роковая страсть»)                              |
| 7 января 2015 год ресторан-клуб «Тао»                                    | Лучший режиссёрский дебют         | Дженнифер Кент (за фильм «Бабадук»)                                     |
| 7 января 2015 год ресторан-клуб «Тао»                                    | Лучший анимационный фильм         | «Лего. Фильм»                                                           |
| 7 января 2015 год ресторан-клуб «Тао»                                    | Лучший не игровой фильм           | «Citizenfour. Правда Сноудена»                                          |